# Allegra coppia
L'Allegra coppia (Il figliol prodigo dilapida la sua eredità) è un dipinto a olio su tela (161x131 cm) realizzato nel 1636 circa dal pittore Rembrandt Harmenszoon Van Rijn.
È conservato nella Gemäldegalerie Alte Meister facente parte della Staatliche Kunstsammlungen Dresden.
L'opera è firmata REMBRANDT F.
Si suppone che i personaggi rappresentati siano lo stesso Rembrandt assieme alla moglie Saskia, per un riferimento a un quadro simile citato in un testamento del 1677. Tuttavia, soprattutto in ambito Protestante, il tema del figliol prodigo era molto citato, per la morale di redenzione cui sottintende: qui si può riconoscere il momento della vicenda in cui il giovane dilapida il patrimonio paterno. A questa iconografia, si legano alcuni disegni dell'autore, con i quali si nota una certa corrispondenza al quadro: le radiografie eseguite sembrano confermare questa conformità.
La tela venne tagliata lungo il lato sinistro, forse anche dall'artista stesso, come era già successo negli anni '30, per eliminare alcuni personaggi secondari e accentrare l'attenzione solo sulla coppia.